# Półwysep Olutorski
Półwysep Olutorski (ros. Олюторский полуостров) – półwysep w azjatyckiej części Rosji, w Kraju Kamczackim.
Leży nad Morzem Beringa, ogranicza od wschodu Zatokę Olutorską, na południowym krańcu leży Przylądek Olutorski; długość około 70 km; powierzchnia górzysta, leży na nim południowa część Gór Olutorskich, wysokość do 933 m n.p.m.; na wybrzeżach liczne osiedla rybackie.